# Polígonos industriales de Torrejón de Ardoz
Torrejón de Ardoz es una de las ciudades más industrializadas de la Comunidad de Madrid (España), y por ello la ciudad tiene toda su industria repartida en varios polígonos industriales. Dichos polígonos son los siguientes:
El PreceptorEste es uno de los polígonos industriales más antiguos, grandes e importantes de la ciudad. Se encuentra al sureste del centro urbano, entre la línea de tren de Cercanías y el barrio del Rosario. Muchas de las viviendas de este barrio se construyeron en la década de 1970 para los trabajadores de este polígono. En él destacan empresas como INDRA Sistemas S.A y OSRAM.
La YeguaEs otro polígono relevante de la ciudad. Está al sureste del polígono El Preceptor y unido a éste.
Las MonjasEs un polígono industrial relativamente moderno ya que se proyectó y construyó en la década de 1990. Está situado al suroeste del municipio y bien comunicado con las autovías A-2 y M-50 al conectar directamente con la M-206. En él, está el complejo hotelero Avant y el centro de I+D+i de Torrejón.
CasablancaEs el polígono industrial más moderno de la ciudad, construido en los últimos años. Está situado entre la A-2 y la Base Aérea y está comunicado con el resto de la ciudad por la Carretera de la Base y el Puente del Arco. Alberga empresas tan relevantes como H&M, C&A y SDF además de una ITV.
Las FronterasEstá situado al oeste del centro urbano, junto al barrio homónimo. Alberga una ITV y los estudios de la cadena Veo televisión.
- Datos: Q16620889